# Луций Мамилий
Луций Мамилий (на латински: Lucius Mamilius) е диктатор на Тускулум през 460 пр.н.е. Произлиза от фамилията Мамилии и е внук на Октавий Мамилий (диктатор 498 пр.н.е.).
През 460 пр.н.е. по времето на консулата на Публий Валерий Попликола и Гай Клавдий Инрегиленсис Сабин Луций спасява Рим от атаката еквите и волските като изпраща войска.